# Ayouri
Ayouri  (ou Ayouri Mahamat) est une localité du Cameroun située dans le canton de Kossa, dans la commune de Mora, dans le département du Mayo-Sava et la région de l'Extrême-Nord.  

## Géographie
Ayouri se situe à l'extrême nord du département, à 40 km à l'Est de Mora, à proximité de la frontière avec le Nigeria et à proximité du parc national de Waza. En 1972, Ayouri était accessible par une piste piétonne depuis Balla Plata.

## Population
En 1967, on comptait 92 personnes dans la localité.
Lors du recensement de 2005, 141 personnes y ont été dénombrées, dont 72 hommes et 69 femmes.

## Ethnies
On trouve à Ayouri des populations arabes Choua et Mousgoum.

## Boko Haram
En septembre 2015, une trentaine de combattants de Boko Haram ont fait irruption dans les villages de Ayouri, Mogongné, et Woumre pour piller du bétail. Près de huit cent bœufs ont été emportés.